# 高乗正行
高乗 正行（こうじょう まさゆき、1969年11月30日 - ）は、日本の実業家・起業家・ベンチャー投資家。チップワンストップ創業者、同社代表取締役社長、アロー・エレクトロニクス・ジャパン代表取締役会長兼社長・日本代表を経て、現在Matter Venture Partnersの日本代表。

## 人物・来歴
京都市出身。1993年神戸大学理学部地球惑星科学科卒業。同年日商岩井（現双日）に入社し、情報技術事業に携わる。1998年からアメリカ合衆国駐在となり、シリコンバレー支店でベンチャーキャピタルのEntrepia社を設立し、ヴァイスプレジデントを務めた。2001年２月にチップワンストップを設立し、代表取締役社長に就任。2004年10月には東京証券取引所マザーズに上場を果たした。2004年神戸大学大学院経営学研究科修了、修士（経営学）。2006年日本半導体商社協会理事、日本半導体ベンチャー協会副会長。2014年 アロー・エレクトロニクス・ジャパン代表取締役会長・日本代表、アロー・エレクトロニクスヴァイスプレジデント、2015年 アロー・エレクトロニクス・ジャパン代表取締役会長兼社長。2024年シリコンバレーに拠点を置くベンチャーキャピタルMatter Venture Partnersの日本代表に就任。経済同友会幹事、神戸大学客員教授なども務める。

## 著書
- 『電子部品流通のイノベーターがつづるグローバル時代の半導体産業論』日経BP社 2011年
- 『ビジネス教養としての半導体』幻冬舎 2022年